# Zitabåtarna
Zitabåtarna är ett svenskt familjeföretag med säte i Kungshamn, som kör transportfärjor i huvudsak mellan Kungshamn och Smögenbryggan på Smögen. Båtarna går enligt turlista hela sommaren från morgon till sent på natten. Zitabåtarna är västkustens äldsta, ännu aktiva passagerarrederi.

## Historia
1927 började Karl Allan Karlsson med taxibåtsverksamhet i Gravarne (numera Kungshamn). Till en början kördes fisktransporter till och från fiskeauktionerna i Gravarne och Smögen, samt även fiskexportörer. Den första båten som användes var Zita I, en öppen, oruffad eksnipa av den stil som är traditionell i Bohuslän. I början hjälpte även Karl Allans bror Valter och deras far Karl Martinsson till med verksamheten.
Namnet Zita kom från en filmstjärna, förmodligen Zita Johann, som Karl Allan var förtjust i.
När Smögenbron byggdes mellan Kungshamn och Smögen 1970, slutade den då verksamma bilfärjan, att köra rutten. Med Smögenbron ökade även turismen i Bohuslän och Smögen blev ett mycket populärt semestermål på sommaren.
Under åren har totalt tio båtar gått i trafik, alla med namnet Zita. Som mest var det fyra Zitabåtar i drift.

## Båtar
Under 2018 är följande båtar i drift:
- Zita af Kungshamn[3] (1982)
- Zita III[4] (1961)
- Zita V[5] (2010)

Alla båtar är träbåtar byggda i ek, i samma stil som de första båtarna.